# Золотова Євгенія Борисівна

Під час репетиції. Євгенія Золотова в центрі

Євге́нія Бори́сівна Зо́лотова  (25 грудня 1928 — 1 вересня 2020) — український режисер, режисер-постановник Чернівецького українського музично-драматичного театру імені Ольги Кобилянської, народна артистка УРСР (1981).

## Життєпис
Народилась 12 грудня 1928 року в місті Синельниковому, тепер Дніпропетровської області.
У 1950 році закінчила Київський театральний інститут (курс проф. Володимира Вільнера).
У 1950—1959 роках — актриса Чернівецького українського музично-драматичного театру імені Ольги Кобилянської. У 1959 році почала режисерську кар'єру. Працювала на посадах режисера-постановника та головного режисера, за роки роботи поставила 69 вистав різних жанрів.
До числа режисерських здобутків Є. Б. Золотової слід віднести втілення на сцені творів відомої Буковинської письменниці Ольги Кобилянської («Вовчиха», «Земля»). Вистави, що органічно поєднували Буковинські традиції із засобами сучасної сценічної мови, були неодноразово відзначені нагородами на республіканських і всесоюзних фестивалях.
Особливі стосунки пов'язували режисера з грузинським театром. Вона часто зверталася до постановок п'єс грузинських авторів («Я, бабуся, Іліко та Іларіон», «Весілля в Тіфлісі», «Наречена з Імеретії»). Ці спектаклі також отримали високу оцінку грузинських та українських театрознавців.
Значне місце в творчості Золотової займали музичні спектаклі, такі, наприклад, як «Українські вечорниці» та «Ох, водевіль, водевіль».
З 1991 року жила в Ізраїлі. Там створила (разом з Л. Фінкелем) Театр Літературного Портрету (спектаклі «Я - Голда», «Штани для Бен-Гуріона» та інши). З цими спектаклями театр побував на гастролях в Німеччині, США, Україні.
Померла 1 вересня 2020 року.

## Значні постановки
- «Титанік-вальс»  Т. Мушатеску (1960)
- «Вовчиха» О. Ананьєва за О.Кобилянською (1963)
- «Дами і гусари» О. Фредо (1964)
- «Матінка Кураж та її діти» Б. Брехта (1965)
- «Сорочинський ярмарок» М Старицького за М. Гоголем (1966)
- «Різдво в домі пана Куп'єлло»  Е. де Філіппо (1968)
- «Пам’ять серця» О. Корнійчука (1970)
- «Трибунал» А. Макайонка (1971)
- «Я, бабуся, Іліко та Іларіон» Н. Думбадзе, Г. Лордкіпанідзе (1971)
- «Одруження Белугіна» О.Островського, Ю. Соловйова (1973)
- «Тануть білі сніги» М. Зарудного (1973)
- «Десь на півдні» Л. Табі (1974)
- «Голубі олені» О. Коломійця (1975)
- «Весілля в Тіфлісі» А. Цагарелі (1975)
- «Майська ніч» М Старицького за М. Гоголем (1976)
- «Молода господиня Ніскавуорі» Х. Вуолійоки (1978)
- «Мертва хватка» Дж. Голсуорсі (1979)
- «Земля» В. Василька за О. Кобилянською (1980)
- «Дівчата нашої країни» І. Микитенка (1981)
- «Українські вечорниці» С. Васильченка, М. Кропивницького (1982)
- «Філумена Мартурано» Е. де Філіппо (1983)
- «Ох, водевіль, водевіль» В. Сологуба, Ф. Коні (1986)
- «Наречена з Імеретії» Д. Колдіашвіли (1987)
- «Кабанчик» В. Розова (1988)
- «Пеппі Довгапанчоха» А. Ліндгрен (1989)
- «Біндюжник і король» за романом «Занепад» І. Бабеля (1989)

## Визнання
«Заслужений артист України» (1972)
«Народний артист України» (1981)